# Pseudeuseboides
Pseudeuseboides is een kevergeslacht uit de familie van de boktorren (Cerambycidae). De wetenschappelijke naam van het geslacht werd voor het eerst geldig gepubliceerd in 1968 door Breuning.

## Soorten
Pseudeuseboides is monotypisch en omvat slechts de volgende soort:
- Pseudeuseboides albovittipennis (Breuning, 1968)